# 알바니아 총리

알바니아의 총리 문장

알바니아의 총리는 알바니아의 정부수반이다. 알바니아의 대통령은 국가원수에 해당된다.

## 역대 총리 목록(1991년~현재)
역대 알바니아의 총리 목록이다. 현재 총리는 에디 라마이다.
| 대 | 사진 | 이름 (출생일-사망일)                      | 임기             | 임기             | 정당            |
| -- | ---- | ----------------------------------------- | ---------------- | ---------------- | --------------- |
| 1  |      | 파토스 나노 Fatos Nano (1952- )           | 1991년 2월 22일  | 1991년 6월 4일   | 알바니아 사회당 |
| 2  |      | 일리 부피 Ylli Bufi (1948- )              | 1991년 6월 11일  | 1991년 12월 6일  | 알바니아 사회당 |
| 3  |      | 빌슨 아흐메티 Vilson Ahmeti (1951- )      | 1991년 12월 18일 | 1992년 4월 13일  | 알바니아 사회당 |
| 4  |      | 알렉산드르 멕시 Aleksandër Meksi (1939- ) | 1992년 4월 13일  | 1997년 3월 1일   | 알바니아 민주당 |
| 5  |      | 바시킴 피노 Bashkim Fino (1962-2021)      | 1997년 3월 11일  | 1997년 7월 24일  | 알바니아 사회당 |
| 6  |      | 파토스 나노 Fatos Nano (1952- )           | 1997년 7월 25일  | 1998년 9월 28일  | 알바니아 사회당 |
| 7  |      | 판델리 마스코 Pandeli Majko (1967- )      | 1998년 10월 2일  | 1999년 10월 25일 | 알바니아 사회당 |
| 8  |      | 일리르 메타 Ilir Meta (1969- )            | 1999년 10월 28일 | 2002년 1월 29일  | 알바니아 사회당 |
| 9  |      | 판델리 마스코 Pandeli Majko (1967- )      | 2002년 2월 22일  | 2002년 7월 25일  | 알바니아 사회당 |
| 10 |      | 파토스 나노 Fatos Nano (1952- )           | 2002년 7월 29일  | 2005년 9월 10일  | 알바니아 사회당 |
| 11 |      | 살리 베리샤 Sali Berisha (1944- )         | 2005년 9월 10일  | 2013년 9월 13일  | 알바니아 민주당 |
| 12 |      | 에디 라마 Edi Rama (1964- )               | 2013년 9월 13일  | 현재             | 알바니아 사회당 |

## 같이 보기
- 알바니아
- 알바니아의 대통령